# العلاقات المغربية الناميبية
العلاقات المغربية الناميبية هي العلاقات الثنائية التي تجمع بين المغرب وناميبيا.
وتعبتر العلاقات بين المغرب وناميبيا غير جيدة ومتوترة بشكل كبير، بسبب ملف الصحراء، حيث تدعم ناميبيا جبهة البوليساريو وترفض الإعتراف بمغربية الصحراء، كما أن ناميبيا كانت من بين الدول التي عارضت انضمام المغرب للاتحاد الافريقي.
لا يتوفر المغرب على أي سفارة في ناميبيا، لكن تم إعطاء الموافقة لسفارة المغرب في أنغولا لتشمل صلاحياتها أنغولا وناميبيا.
يحتاج المواطنون المغاربة للحصول على تأشيرة لدخول ناميبيا، كما يحتاج المواطنون الناميبيون للحصول على تأشيرة لدخول المغرب.

## مقارنة بين البلدين
هذه مقارنة عامة ومرجعية للدولتين:
| وجه المقارنة                                              | المغرب                                 | ناميبيا      |
| --------------------------------------------------------- | -------------------------------------- | ------------ |
| المساحة (كم2)                                             | 710.85 ألف                             | 825.62 ألف   |
| عدد السكان (نسمة)                                         | 36.07 مليون                            | 2.53 مليون   |
| الكثافة السكانية (ن./كم²)                                 | 50.74                                  | 3.06         |
| العاصمة                                                   | الرباط                                 | ويندهوك      |
| اللغة الرسمية                                             | اللغة العربية، أمازيغية معيارية مغربية | لغة إنجليزية |
| العملة                                                    | درهم مغربي                             | دولار ناميبي |
| الناتج المحلي الإجمالي (بليون دولار)                      | 109.14 مليار                           | 13.24 مليار  |
| الناتج المحلي الإجمالي (تعادل القوة الشرائية) بليون دولار | 274.06 مليار                           | 25.60 مليار  |
| الناتج المحلي الإجمالي الاسمي للفرد دولار أمريكي          | 2.88 ألف                               | 4.67 ألف     |
| الناتج المحلي الإجمالي للفرد دولار أمريكي                 | 7.49 ألف                               | 9.96 ألف     |
| مؤشر التنمية البشرية                                      | 0.628                                  | 0.628        |
| رمز المكالمات الدولي                                      | +212                                   | +264         |
| رمز الإنترنت                                              | .ma                                    | .na          |
| المنطقة الزمنية                                           | ت ع م+01:00                            | ت ع م+02:00  |

## منظمات دولية مشتركة
يشترك البلدان في عضوية مجموعة من المنظمات الدولية، منها:
| علم المنظمة | اسم المنظمة                        | تاريخ انضمام المغرب | تاريخ انضمام ناميبيا |
| ----------- | ---------------------------------- | ------------------- | -------------------- |
|             | وكالة ضمان الاستثمار متعدد الأطراف | 17 سبتمبر 1992      | 25 سبتمبر 1990       |
|             | البنك الإفريقي للتنمية             | ?                   | ?                    |
|             | منظمة الشرطة الجنائية الدولية      | ?                   | ?                    |
|             | منظمة حظر الأسلحة الكيميائية       | ?                   | ?                    |
|             | منظمة التجارة العالمية             | 1995                | ?                    |
|             | الأمم المتحدة                      | 12 نوفمبر 1956      | 23 أبريل 1990        |
|             | الاتحاد الأفريقي                   | ?                   | ?                    |
|             | مؤسسة التمويل الدولية              | 30 أغسطس 1962       | 25 سبتمبر 1990       |
|             | يونسكو                             | 7 نوفمبر 1956       | 2 نوفمبر 1978        |
|             | البنك الدولي للإنشاء والتعمير      | 25 أبريل 1958       | 25 سبتمبر 1990       |
|             | الاتحاد البريدي العالمي            | ?                   | ?                    |
|             | الاتحاد الدولي للاتصالات           | 1 نوفمبر 1956       | 25 يناير 1984        |

## وصلات خارجية
- موقع وزارة الخارجية المغربية